# Idiochroa celidota
Idiochroa celidota är en fjärilsart som beskrevs av Turner 1922. Idiochroa celidota ingår i släktet Idiochroa och familjen mätare. Inga underarter finns listade i Catalogue of Life.